# ریچارد جوزف پال
ریچارد جوزف پال (انگلیسی: Richard Joseph Paul؛ زادهٔ ۴ سپتامبر ۱۹۵۶) بازیگر اهل ایالات متحده آمریکا است.
از فیلم‌ها یا برنامه‌های تلویزیونی که وی در آن نقش داشته‌است، می‌توان به دختر سخن‌چین، سکس و سیتی، دیدبان سوم، نظم و قانون و نایت رایدر ۲۰۱۰ اشاره کرد.